# Iphiseius
Iphiseius es un género de ácaros perteneciente a la familia  Phytoseiidae.

## Especies
El género contiene las siguientes especies:
- Iphiseius degenerans (Berlese, 1889)
- Iphiseius martigellus El-Badry, 1968